# Limonicola hoguei
Limonicola hoguei är en tvåvingeart som beskrevs av Peter Zwick 2007. Limonicola hoguei ingår i släktet Limonicola och familjen Blephariceridae. Inga underarter finns listade i Catalogue of Life.